# サミー・ソリス
サミュエル・ロバート・ソリス（Samuel Robert Solis, 1988年8月10日 - ）は、アメリカ合衆国ミネソタ州ミネアポリス出身のプロ野球選手（投手）。左投右打。愛称はショー・ショー（Show-Show）。

## 経歴

### プロ入り前
2007年のMLBドラフト18巡目（全体553位）でアリゾナ・ダイヤモンドバックスから指名されるも契約せず、サンディエゴ大学へ進学した。

### プロ入りとナショナルズ時代
2010年のMLBドラフト2巡目（全体51位）でワシントン・ナショナルズから指名され、プロ入り。契約後、傘下のA級ヘイガーズタウン・サンズでプロデビューし、2試合に登板した。
2011年はまずA級ヘイガーズタウンでプレーし、7試合に先発登板して2勝1敗、防御率4.02、40奪三振を記録した。7月からA+級ポトマック・ナショナルズに昇格。10試合に先発登板して6勝2敗、防御率2.72、53奪三振を記録した。
2012年は3月6日にトミー・ジョン手術を行い、シーズンを棒に振った。
2013年はA+級ポトマックでプレーし、13試合（先発12試合）に登板して2勝1敗、防御率3.43、40奪三振を記録した。7月にはルーキー級ガルフ・コーストリーグ・ナショナルズでプレーし、1試合に登板した。オフの11月20日に40人枠入りを果たした。
2014年は傘下のマイナー4球団（ルーキー級ガルフ・コーストリーグ・ナショナルズ、A級ヘイガーズタウン、A+級ポトマック、AA級ハリスバーグ・セネターズ）でプレーし、計5試合に登板した。
2015年は開幕をAA級ハリスバーグで迎え、4月29日にメジャー初昇格を果たした。翌30日のニューヨーク・メッツ戦でメジャーデビューし、5月10日のアトランタ・ブレーブス戦では初勝利を挙げた。この年は18試合にリリーフ登板し、1勝1敗、防御率3.38という数字を残した。また、FIPも3.46であり、実際の防御率とのかい離はほとんどなかった。
2016年は、前年比でほぼ倍増となる37試合にリリーフ登板し、防御率2.41・2勝4敗・WHIP1.27という好成績をマークした。また、与四球が激増したが、三振奪取のペースも大幅にアップし、奪三振率は10.3という高数値だった。
2017年は前年と同程度の30試合に登板したが、防御率5.88・WHIP1.35と大幅に成績を落とした。
2018年は56試合に登板したが防御率は6.41と、さらに悪化した。
2019年3月9日に自由契約となった。

### パドレス傘下時代
2019年3月11日にサンディエゴ・パドレスとマイナー契約を結び、スプリングトレーニングに招待選手として参加することになった。

### DeNA時代
2019年5月31日、NPBの横浜DeNAベイスターズと契約したことが発表された。背番号は97。7月に1軍に昇格し4試合に登板した後降格。9月6日に左肩の故障の治療のため帰国を発表。10月16日に翌年の契約を結ばない事が発表された。

### メキシカンリーグ時代
2021年4月9日、メキシカンリーグのモンクローバ・スティーラーズと契約した。

## 選手としての特徴
最速156km/hの速球に加え、落差の大きいカーブ、チェンジアップを投げる。

## 詳細情報

### 年度別投手成績
| 年 度    | 球 団    | 登 板 | 先 発 | 完 投 | 完 封 | 無 四 球 | 勝 利 | 敗 戦 | セ 丨 ブ | ホ 丨 ル ド | 勝 率 | 打 者 | 投 球 回 | 被 安 打 | 被 本 塁 打 | 与 四 球 | 敬 遠 | 与 死 球 | 奪 三 振 | 暴 投 | ボ 丨 ク | 失 点 | 自 責 点 | 防 御 率 | W H I P |
| -------- | -------- | ----- | ----- | ----- | ----- | -------- | ----- | ----- | -------- | ----------- | ----- | ----- | -------- | -------- | ----------- | -------- | ----- | -------- | -------- | ----- | -------- | ----- | -------- | -------- | ------- |
| 2015     | WSH      | 18    | 0     | 0     | 0     | 0        | 1     | 1     | 0        | 1           | .500  | 119   | 21.1     | 25       | 2           | 4        | 2     | 1        | 17       | 0     | 0        | 11    | 8        | 3.38     | 1.36    |
| 2016     | WSH      | 37    | 0     | 0     | 0     | 0        | 2     | 4     | 0        | 9           | .333  | 172   | 41.1     | 31       | 1           | 21       | 2     | 1        | 47       | 2     | 0        | 12    | 11       | 2.41     | 1.27    |
| 2017     | WSH      | 30    | 0     | 0     | 0     | 0        | 1     | 0     | 1        | 7           | 1.000 | 112   | 26.0     | 22       | 4           | 13       | 0     | 0        | 28       | 3     | 0        | 17    | 17       | 5.88     | 1.35    |
| 2018     | WSH      | 56    | 0     | 0     | 0     | 0        | 1     | 2     | 0        | 13          | .333  | 177   | 39.1     | 43       | 7           | 18       | 1     | 4        | 44       | 4     | 0        | 28    | 28       | 6.41     | 1.55    |
| 2019     | DeNA     | 4     | 0     | 0     | 0     | 0        | 0     | 0     | 0        | 1           | ----  | 17    | 4.1      | 4        | 1           | 2        | 0     | 0        | 2        | 0     | 0        | 1     | 1        | 2.08     | 1.38    |
| MLB：4年 | MLB：4年 | 141   | 0     | 0     | 0     | 0        | 5     | 7     | 1        | 30          | .417  | 555   | 127.2    | 121      | 14          | 56       | 5     | 6        | 136      | 9     | 0        | 68    | 64       | 4.51     | 1.39    |
| NPB：1年 | NPB：1年 | 4     | 0     | 0     | 0     | 0        | 0     | 0     | 0        | 1           | ----  | 17    | 4.1      | 4        | 1           | 2        | 0     | 0        | 2        | 0     | 0        | 1     | 1        | 2.08     | 1.38    |

- 2020年度シーズン終了時

### NPB記録
- 初登板・初ホールド：2019年7月7日、対読売ジャイアンツ13回戦（東京ドーム）、7回裏に3番手で救援登板、1回1失点
- 初奪三振：2019年7月9日、対東京ヤクルトスワローズ14回戦（明治神宮野球場）、6回裏に山崎晃大朗から見逃し三振

その他の記録
- 初登板で対戦した第一打者に被本塁打：2019年7月7日、対読売ジャイアンツ13回戦（東京ドーム）、7回裏に山本泰寛から左越ソロ※史上73人目

### 背番号
- 36（2015年 - 2018年）
- 97（2019年）